# Уэйт, Джимми
Джеймс Дэн Уэйт (англ. James Dean Waite; род. 15 апреля 1969, Шербрук) — бывший канадский хоккейный вратарь. С 2014 года работает тренером вратарей в «Чикаго Блэкхокс», в качестве которого в 2015 году выиграл Кубок Стэнли.

## Игровая карьера
На драфте 1987 года был выбран в первом раунде под общим 8-м номером командой «Чикаго Блэкхокс». За «Блэкхокс» он отыграл первые пять сезонов, являясь одним из резервных вратарей в команде, больше играя за фарм-клубы.
По окончании сезона перешёл в «Сан-Хосе Шаркс», где провёл целый сезон, сыграв 15 матчей.
По окончании сезона вернулся в «Блэкхокс», отыграв ещё три сезона, как резервный вратарь, поскольку в основном играл за фарм-клуб «Индианаполис Айс».
В 1997 году перешёл в «Финикс Койотис», где играл в течение двух сезонов.
Затем два сезона играл за «Сент-Джон Мейпл Лифс», после чего уехал в Германию, где отыграл за «Москитос Эссен» (2001—2002), «Изерлон Рустерс» (2002—2003), «Ингольштадт» (2003—2009) и «Нюрнберг Айс Тайгерс» (2009—2010), завершив карьеру в возрасте 40 лет.
Играл за молодёжную сборную Канады на МЧМ-1987 и МЧМ-1988, став в 1988 году чемпионом мира, а по итогам турнира стал лучшим вратарём и вошёл в символическую сборную звёзд.

## Тренерская карьера
По окончании карьеры стал тренером вратарей в «Шикутими Сагенинс», работая в этом клубе с 2011 по 2014 годы.
С 2014 года является тренером вратарей в «Чикаго Блэкхокс», с которым в 2015 году выиграл Кубок Стэнли.